# Un grito en el corazón
Un grito en el corazón es el segundo álbum de estudio de la cantante Lynda lanzado el 12 de septiembre de 1997 por EMI Music. Este disco incluyó temas del género Pop-dance del cual se desprendieron los sencillos «Dile», «Corazón», «Un grito en el corazón» y «Bang bang». El primer sencillo «Dile» se convirtió en un enorme éxito a nivel nacional y lo mismo sucedió con el tema «Bang bang».

## Lista de canciones
|    | Título                   | Autores                      | Duración |
| -- | ------------------------ | ---------------------------- | -------- |
| 01 | Bailando                 | Carlos Lara                  | 4:55     |
| 02 | Un Grito en el Corazón   | Carlos Lara                  | 4:34     |
| 03 | Dile                     | Max Di Carlo, Carlos Lara    | 3:13     |
| 04 | Tanto, Tanto             | Carlos Lara                  | 4:26     |
| 05 | No Puedo, No Quiero      | Alissa                       | 4:22     |
| 06 | Sálvame                  | Max Di Carlo, Carlos Lara    | 3:47     |
| 07 | Corazón                  | Alissa                       | 3:58     |
| 08 | No Puedo Olvidarme De Ti | Mario García, Daniel Shakris | 4:06     |
| 09 | Como Vivir Sin Ellos     | Carlos Lara                  | 3:23     |
| 10 | Hazlo Tú Mismo           | Manuel Pacho, Rosa Salcedo   | 4:17     |
| 11 | Bang Bang                | Carlos Lara                  | 4:10     |

## Sencillos
- 1997: Dile
- 1997: Corazón
- 1998: Un grito en el corazón
- 1998: Bang bang

## Videos
- 1997: Dile
- 1997: Corazón

Video con Kuno Becker

## Certificaciones
| Región             | Certificación | Ventas  |
| ------------------ | ------------- | ------- |
| México (AMPROFON). | Oro           | 100,000 |

- Datos: Q7882052